# Sebastiano Nela
Sebastiano Nela, apelidado Sebino, (Rapallo, 13 de março de 1961), é um ex-futebolista italiano que jogava como lateral.

## Carreira
Nela integrou a Seleção Italiana de Futebol nos Jogos Olímpicos de 1984, de Los Angeles. e participou da Copa do Mundo de 1986 com a Seleção Italiana, e jogou pela Roma por onze anos.

## Títulos

### Clubes
Roma
- Serie A: Serie A
- Coppa Italia: 1983–84, 1985–86, 1990–91

### Individual
- A.S. Roma Hall of Fame[4]